# Need for Speed: Hot Pursuit
Need for Speed: Hot Pursuit è un videogioco di corse automobilistiche pubblicato da Electronic Arts e sviluppato da Criterion Games e parzialmente da Digital Illusions Creative Entertainment per quanto riguarda le ambientazioni. È commercializzato dal 16 novembre 2010 in America e dal 19 novembre 2010 in Europa, ed è parte della serie Need for Speed. In questo capitolo si ha un ritorno alle origini, cioè alle corse illegali su auto da sogno, con una differenza importante dagli ultimi capitoli: si potrà scegliere se essere un pilota fuorilegge o un poliziotto, proprio come in Hot Pursuit 2, l'ultimo capitolo dell'originale filone "dreamcars" tipico di Need for Speed, poi soppiantato da NFS: Underground (2003) sulla scia dei film Fast and Furious.
È stata distribuita per Xbox 360 il 26 ottobre 2010, per PlayStation 3 il 27 ottobre 2010 una demo giocabile di Need for Speed: Hot Pursuit, mentre per iPhone è disponibile su App Store dal 16 novembre 2010. È disponibile anche una versione in alta definizione per iPad.
Una versione rimasterizzata intitolata Need for Speed: Hot Pursuit Remastered è stata pubblicata il 6 novembre 2020 per Microsoft Windows, PlayStation 4 e Xbox One e il 13 novembre per Nintendo Switch.

## Carriera ed Autolog
Il gioco è utilizzabile sia completamente in singolo e offline, giocando unicamente nella modalità Carriera, che in multiplayer, tramite il nuovo sistema "Autolog", con cui conoscere tutte le novità sul gioco, tenersi sempre in contatto coi propri amici, conoscere i loro progressi, sapere dove e se ci hanno battuti e gareggiare online.
Nel caso che un amico faccia un tempo migliore del nostro in una gara carriera, verrà segnalato sulla mappa con un'icona apposita e verremo esortati a fare di meglio. Questo non è strettamente utile ai fini della carriera, ma una gara vinta comporta pur sempre della taglia in più con cui avanzare di livello.
Riguardo a questo ci sono venti livelli da raggiungere, sia per la carriera da corridore sia per quella da poliziotto. Per ogni livello guadagneremo auto, gadget, potenziamenti e nuovi eventi. Potremo ad esempio sbloccare un'auto dell'unita Interceptor Schieramento Rapido, ma per utilizzarla dovremo prima sbloccare gli eventi relativi all'unità stessa, raggiungendo un certo numero di taglia.
I livelli aumentano relativamente alla taglia e questa aumenta sia vincendo le gare sia compiendo certe azioni: derapare, distruggere un'auto, utilizzare con successo un gadget o schivare un incidente.
Non ci sono vincoli riguardo a che parte stare: si può decidere liberamente se fare gare da corridore o da poliziotto, in quanto queste sono liberamente accessibili in ogni momento dalla mappa, senza dover finire l'una o l'altra carriera.
Sia per i corridori sia per i poliziotti ci sono vari tipi di gare.
Per i corridori, principalmente, gli eventi possono essere divisi fra "con o senza polizia". Può trattarsi di semplici gare di velocità contro il tempo; anteprime in cui si usa, solo per quell'evento, macchine di alto livello (McLaren F1, Reventon) pur essendo solo agli inizi del gioco; classiche gare contro altri veicoli e duelli testa a testa fra due auto particolari. I gadget disponibili per i corridori sono: il turbo, che conferisce all'auto un'accelerazione esaltante portandola ai limiti della velocità massima, da usare con cautela e solo nei rettilinei; strisce chiodate per danneggiare le auto che si trovano dietro il nostro veicolo; e due new entry, l'IEM (Impulsi ElettroMagnetici) per colpire invece le auto che stanno davanti, e il disturbatore per impedire ai poliziotti di usare i loro congegni. Strisce chiodate o IEM non fanno distinzioni fra gli altri racer o i poliziotti, ciò vuol dire che potrete agganciare con l'IEM anche un avversario che vi sta avanti per farlo rallentare, o sganciare una striscia chiodata sulle ruote di uno che vi sta troppo attaccato al paraurti posteriore.
Riguardo ai poliziotti, si tratta sempre di dover arrestare (distruggere) uno o più veicoli impegnati in una corsa. Unica eccezione sono, anche qui, le gare di anteprima dove bisogna percorrere la pista con un'auto di alto livello. Con la polizia può capitare di dover fermare più auto intente in una corsa clandestina, in questo caso per ottenere il punteggio più alto si dovranno arrestare tutte prima che raggiungano il traguardo; in un altro caso si sarà contro una sola auto da demolire nel minor tempo possibile. Anche i poliziotti hanno dei gadget, un paio dei quali sono usati anche dai corridori: le già citate strisce chiodate e l'IEM, in più avremo a disposizione i posti di blocco e un elicottero che provvederà a sganciare strisce chiodate di fronte ai fuorilegge. Non ultimo, alcuni veicoli sono disponibili solo e unicamente per la polizia: la Ford Crown Victoria e la Carbon Motors E7, per esempio.
Le gare in multiplayer possono veder partecipare un massimo di otto giocatori. Principalmente, non sono altro che le stesse modalità della carriera: poliziotti contro racer, semplici gare clandestine, ecc. L'unica differenza è che si possono creare anche gare sette contro uno oppure quattro contro quattro, rendendo la sfida più accesa.
Anche le gare in multi fanno guadagnare taglia per salire di livello.
Per finire il gioco non serve raggiungere il livello massimo, nella carriera poliziotto, per esempio, per finire la carriera bisognerà completare la missione "End of the line", dove si elimineranno i piloti più pericolosi di Seacrest, e la missione si sbloccherà al livello 11.

## Limited Edition
La Limited Edition, in quanto tale, verrà venduta solo per i primi tempi di distribuzione del gioco e fino a esaurimento scorte, ma non comporta alcun sovrapprezzo rispetto all'edizione normale.
Si può riconoscere facilmente, sia per la scritta Limited Edition in alto sia per la Pagani Zonda 5 raffigurata sulla copertina: sulla Limited è grigia invece che arancione.
La particolarità di questa edizione è la presenza di alcune auto bonus: l'Alfa Romeo 8C Competizione e la Ford Shelby GT500. Inoltre sono subito utilizzabili la Porsche Cayman S e la Dodge Challenger SRT8 per la polizia; l'Audi TT RS Coupé e la Chevrolet Camaro SS per i racer. Nell'edizione standard del gioco sono comunque sbloccabili proseguendo nella propria carriera di racer o poliziotto.
- Alfa Romeo 8C Competizione
- Alfa Romeo 8C Spyder (solo per i piloti)
- Aston Martin DBS
- Aston Martin DBS Volante
- Aston Martin One-77
- Aston Martin V12 Vantage
- Audi R8 5.2 FSI quattro
- Audi R8 Spyder 5.2 FSI quattro
- Audi TT RS Coupé
- Bentley Continental Supersports
- BMW M3 E92
- BMW M6 Convertible
- BMW Z4 sDrive35is
- Bugatti Veyron 16.4
- Bugatti Veyron 16.4 Grand Sport
- Carbon Motors E7 (solo per la polizia)
- Chevrolet Camaro SS
- Chevrolet Corvette Grand Sport
- Chevrolet Corvette Z06
- Chevrolet Corvette ZR1
- Dodge Challenger SRT8
- Dodge Charger SRT8
- Dodge Viper SRT 10
- Dodge Viper SRT 10 ACR
- Ford Crown Victoria Police Interceptor (solo per la polizia)
- Ford GT
- Ford Police Interceptor Concept (solo per la polizia)
- Ford Shelby GT500
- Ford Shelby GT500 Super Snake
- Jaguar XKR
- Koenigsegg Agera
- Koenigsegg CCX
- Koenigsegg CCXR Edition
- Lamborghini Gallardo LP550-2 Valentino Balboni
- Lamborghini Gallardo LP560-4
- Lamborghini Gallardo LP560-4 Spyder
- Lamborghini Gallardo LP570-4 Superleggera
- Lamborghini Murciélago LP 640-4
- Lamborghini Murciélago LP 670-4 SV
- Lamborghini Reventón
- Lamborghini Reventón Roadster
- Maserati GranCabrio
- Maserati GranTurismo S Automatic
- Maserati Quattroporte Sport GT S
- Mazda RX-8
- McLaren F1
- McLaren MP4-12C
- Mercedes-Benz SL65 AMG Black Series
- Mercedes-Benz SLR McLaren 722 Edition (solo per la polizia)
- Mercedes-Benz SLR McLaren Stirling Moss (solo per i piloti)
- Mercedes-Benz SLS AMG
- Mitsubishi Lancer EVOLUTION X
- Nissan 370Z Coupe
- Nissan 370Z Roadster (solo per i piloti)
- Nissan GT-R SpecV (R35)
- Pagani Zonda Cinque
- Pagani Zonda Cinque Roadster
- Pagani Zonda Cinque NFS Edition[3]
- Pagani Zonda Cinque Roadster NFS Edition
- Porsche 911 GT3 RS
- Porsche 911 Targa 4S
- Porsche 911 Turbo S Cabriolet
- Porsche 918 Spyder (Concept Study) (solo per i piloti)
- Porsche Boxster Spyder (solo per i piloti)
- Porsche Carrera GT
- Porsche Cayman S
- Porsche Panamera Turbo (solo per la polizia)
- Subaru Impreza WRX STi

Curiosità: la 8C e la Shelby, tuttavia, possono essere utilizzate anche da chi non ha una Limited Edition: sarà sufficiente avere, fra gli amici, qualcuno che utilizza proprio una delle due auto in serie limitata per soffiarvi il tempo su qualche evento: l'autolog vi dirà che il vostro amico ha usato una "8C" o una "Shelby GT500" per battervi su una pista e, solo in quella gara, potrete usarla anche voi. Ciò sta anche a dimostrare che le due auto limited sono presenti anche nella versione normale, ma sono bloccate solo a livello di codice. Esistevano delle Limited Edition anche per Need for Speed: Most Wanted (Black Edition) e Need for Speed: Carbon.

## Contenuti scaricabili
Criterion ha distribuito alcuni DLC contenenti due raccolte di eventi e supercar esclusive, suddivise per marca ed alternativamente acquistabili separatamente.

## Accoglienza
La rivista Play Generation lo classificò come il quinto migliore titolo di guida del 2010.